# Eidsvåg
Eidsvåg é um vilarejo no município de Nesset em Møre og Romsdal na Noruega. Ele se localiza no final do Langfjorden, no istmo que liga a península de Romsdal ao continente norueguês.
Ele está localizado cerca de 8,5 km a sudoeste de Rausand, cerca de 20 km ao norte de Eresfjord e 9 km ao norte de Boggestranda. O vilarejo de 1,2 km² tem uma população de 914 habitantes.
Além de ser o centro administrativo do município, o vilarejo é sede de algumas indústrias mecânicas.

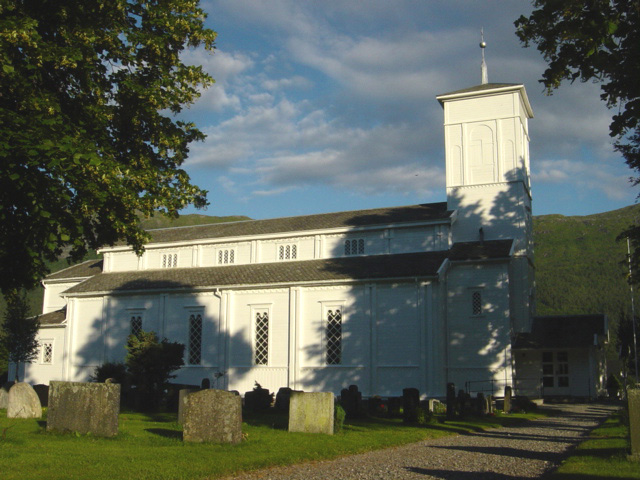
Eidsvaag-kirke-Nesset-1